# 马克西米利安·菲利普
马克西米利安·菲利普（德語：Maximilian Philipp，1994年3月1日—），是一名德国職業足球员，現效力於德甲球會弗賴堡。司职前鋒。

## 球會生涯

### 弗赖堡
菲利普是在柏林赫塔的青训营开始其足球生涯，直至2008年转投同城死敌柏林普鲁士网球。在2011-12赛季，他与科特布斯能源的U19青年队签约，并代表该俱乐部的二队参加了3场东北地区联赛。2013年1月，菲利普转会至弗赖堡体育俱乐部的U19青年队。至2013-14赛季，他又代表俱乐部的二队在西南地区联赛作赛。
2014年4月5日（第29轮），在弗赖堡客场以0比2不敌斯图加特的比赛中，菲利普完成德甲首秀，于90分钟替换菲利克斯·克劳斯登场。与此同时，他成为这场比赛中第八位来自弗赖堡足球学校的球员。2014年5月23日，菲利普与弗赖堡签署了个人首份职业合同。他的首个德甲入球则是在2015年2月15日客场以2比0战胜柏林赫塔的比赛中达成，菲利普于第52分钟抢点头球攻门命中右下角。

### 多蒙特
2017年6月，菲利普轉會至多特蒙德，轉會費為2000萬歐元，簽約至2022年。

### 狼堡
2020年12月16日，菲利普在客場2-1負於拜仁慕尼黑的比賽中踢進了自己在狼堡的第一個進球。
2021年2月6日，菲利普在客場對上奧格斯堡2-0獲勝的比賽中達成德甲第100次出場。5月16日，菲利普在對陣RB萊比錫的比賽大放異彩，梅開二度連進2球，助球隊以2比0勝出，確立參與2021–22年歐洲冠軍聯賽資格。
2021年6月16日，狼堡與莫斯科迪纳摩達成永久轉會協議，菲利普與狼堡簽訂了一份為期4年的合約。

## 国家队生涯
菲利普首次身披国家队战袍是在2014年9月3日，在德国 U20主场以1比0战胜意大利 U20的比赛中，于下半时替换马克·施滕德拉亮相。

## 榮譽
弗赖堡
- 德國足球乙級聯賽：2015-16賽季[9]

 德國U21
- 歐洲U-21足球錦標賽冠軍：2017年